# Endorphine (album)
 (avril 2025).
Albums de Daran
Le monde perdu
Endorphine est un album de musique rock, le dixième de Daran, paru le 22 septembre 2017.
À l'exception de deux pièces qui sont signées par Erwan Le Berre, toutes les paroles sont écrites par Pierre-Yves Lebert.

## Titres
| 1. | Dur à cuire           | 6:54 |
| 2. | Elle dit              | 5:49 |
| 3. | Pauvre ça rime à rien | 4:11 |
| 4. | Halima                | 7:00 |
| 5. | Tout tout seul        | 5:17 |
| 6. | Horizon               | 5:56 |
| 7. | Une plage sans chien  | 4:53 |
| 8. | Ici                   | 5:06 |
| 9. | Je repars             | 6:03 |